# Euphorbia brevirama
Euphorbia brevirama är en törelväxtart som beskrevs av Nicholas Edward Brown. Euphorbia brevirama ingår i släktet törlar, och familjen törelväxter. Inga underarter finns listade i Catalogue of Life.

## Bildgalleri

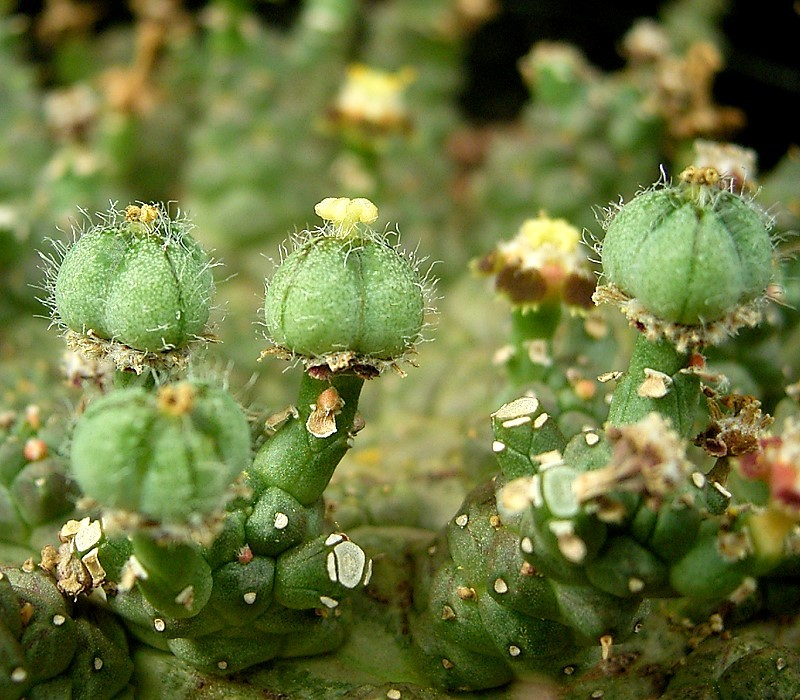